# Francesc Sabaté
Francesc Sabaté Llopart (Hospitalet de Llobregat, 30 de marzo de 1915-San Celoni, 5 de enero de 1960), más conocido como Quico Sabaté o El Quico fue un anarquista español. Máximo exponente de la guerrilla urbana antifranquista en Cataluña junto a Josep Lluís Facerías, implicado activamente en la resistencia en contra del régimen de Franco.

## Biografía
Hijo de Manuel Sabaté Escoda y Madrona Llopart Batlle, a los 10 años Sabaté ya manifestaba su espíritu libre, no asistiendo a clase en una escuela clerical, por lo cual sus padres lo internaron. Antes de los 17 se afilió al Sindicat d’Oficis Varis de la Confederación Nacional del Trabajo y fundó el grupo de acción anarquista "Els Novells" (Los Novatos) en la Federación Anarquista Ibérica, junto a sus hermanos y algunos amigos, como continuación del grupo Los Solidarios. El grupo se implicó en insurrecciones en contra del gobierno conservador de la Segunda República Española en 1933. En 1935 Sabaté rechazó cumplir el servicio militar fiel a su ideología anarquista. También en este año, "Los Novatos" hacían su primer robo (expropiación) para financiar ayudas a presos represaliados por el régimen y sus familias. De oficio mecánico, trabajó en varias fábricas de la comarca barcelonesa del Bajo Llobregat junto a su hermano Josep Sabaté.

### Guerra Civil
Durante la guerra civil española Sabaté luchó en el frente de Aragón con "La Columna de los Aguiluchos" de la FAI. Tras la recaída de Teruel a manos de las tropas sublevadas, tuvo un incidente con un comisario comunista que se negaba a facilitar armamento a las columnas anarquistas, y fue acusado de la muerte de este comisario. Desertó huyendo a Barcelona donde siguió combatiendo con la CNT-FAI. Finalmente Sabaté fue arrestado por los comunistas, pero con la ayuda de una mujer, él y algunos otros compañeros escaparon de prisión. Terminó la guerra en la 26.ª División de la "Columna Durruti".[cita requerida]

### Exilio forzado
Perdida la Guerra civil por el bando republicano, Sabaté pasó a Francia en 1939, donde fue confinado por las autoridades francesas, durante algún tiempo, en el Campo de internamiento de Vernet d'Ariège, y posteriormente liberado para trabajar en una fábrica de explosivos en Angulema. Ya libre, se reunió con su familia y el alcalde de Prades, de afiliación anarquista, quien le dio papeles en regla y otorgó un crédito con el que pudo instalarse durante una época, con su familia, en la localidad francesa de Coustouges, junto a la frontera española, donde estudió posibles rutas clandestinas hacia España a través de montes y montañas. En julio de 1944 realizó un primer viaje a España, para incorporarse a los grupos de acción en contra del régimen de Franco, formando la partida de maquis de Quico Sabaté. Desde su refugio en Francia compaginaba trabajos de fontanero, hojalatero, y agricultor, con su actividad antifranquista: robos a empresarios acaudalados y entidades bancarias para financiar actividades contra el régimen, actividades de traslado de propaganda antifranquista desde Francia, reorganización de los sindicatos de la CNT en el interior, sabotajes y actividades de guerrilla urbana en Barcelona.
Descubierto su refugio de Costoja, empezó a residir ambulantemente entre Barcelona y el territorio francés. Se alojó durante un período de tiempo en París en casa de Lucio Urtubia.

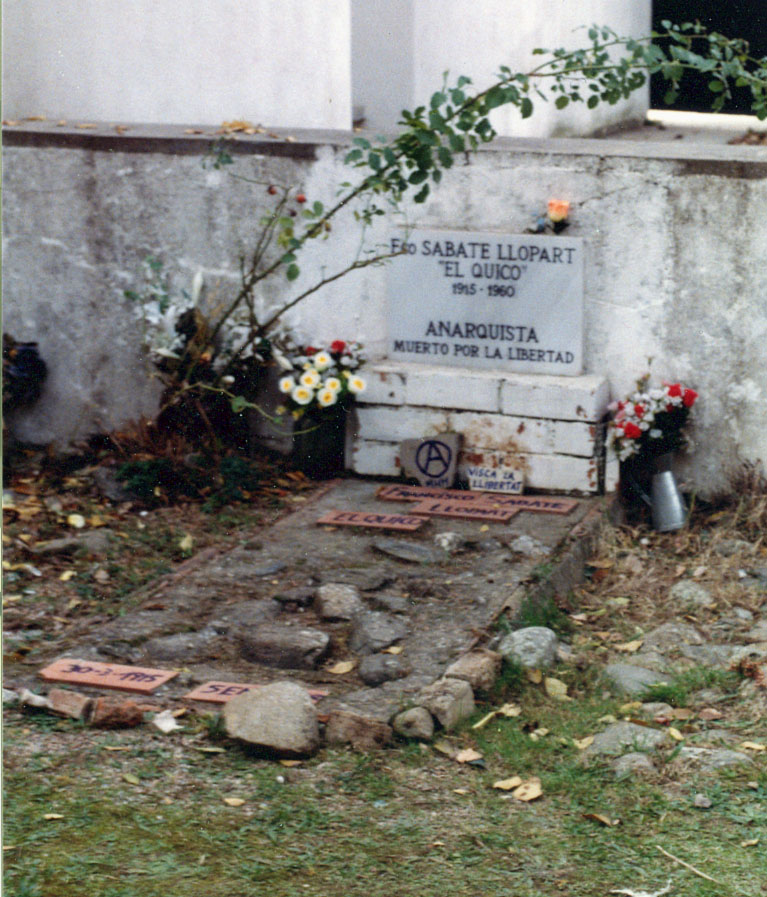
Tumba de Quico Sabaté en el cementerio de San Celoni.

Fue detenido y encarcelado en Francia por tenencia de armamento y explosivos, y confinado durante varios años en la población francesa de Dijón.
Consiguió eludir su confinamiento y captura durante los siguientes años, y fue descrito como "El Enemigo Público número uno del régimen" en los medios de comunicación españoles.
Su grupo editaba una publicación llamada "El Combate" portavoz de los grupos anarcosindicalistas que se repartía clandestinamente en Cataluña en círculos obreros.
En su última etapa de actividad guerrillera, mantuvo fuertes discrepancias con los cargos de la CNT-AIT del exilio radicado en Toulouse, al negarse a huir a América o colaborar con grupos armados comunistas de la antigua Yugoslavia o Argelia, sosteniendo que los comunistas pudiesen atacar las esencias ácratas. Igualmente, siempre contó con apoyos y complicidades de sus militantes a nivel individual.
El grupo de Quico Sabaté colaboró en acciones conjuntas con otros grupos guerrilleros libertarios maquis, como el de Marcel·lí Massana y Josep Lluís Facerias, y en otras capitales (además de Barcelona) como por ejemplo Zaragoza y Madrid.

### El último viaje: Espectacular huida
En 1959, en su exilio en Francia, recibió la carta de un compañero arrestado en Barcelona y condenado a 30 años de prisión en España. Como hombre leal a sus amistades y de acción, decidió realizar una incursión en territorio español junto a los hombres de su partida de maquis.
Del 17 de diciembre de 1959 al 3 de enero de 1960, Quico y sus hombres consiguieron evadir las patrullas, primero de la policía francesa y posteriormente de la Guardia Civil apostadas por el Pirineo, pero finalmente, el 4 de enero de 1960, encontrándose refugiados en una masía, el "Mas Clarà", situada en las montañas entre Gerona y Bañolas, fueron acorralados por la Guardia Civil. Tras un intenso tiroteo, murieron todos los hombres de la partida de Quico excepto él, que consiguió huir, aunque gravemente malherido en una nalga, un muslo, y en el cuello. Casi milagrosamente en su estado, cruzó el río Ter y llegó a Fornells de la Selva donde subió a un tren con la intención de llegar a Barcelona. Descubierto por el maquinista, saltó a otro ferrocarril, pero la guardia civil ya estaba sobre la pista por el aviso de los ferroviarios.
En las cercanías de San Celoni saltó del tren en marcha y, ya en el pueblo, cuando buscaba un médico para que le atendiera, tras un tiroteo con el somatén Abel Rocha, cayó muerto. Eran las 8 de la mañana del 5 de enero de 1960 y Quico tenía 44 años.

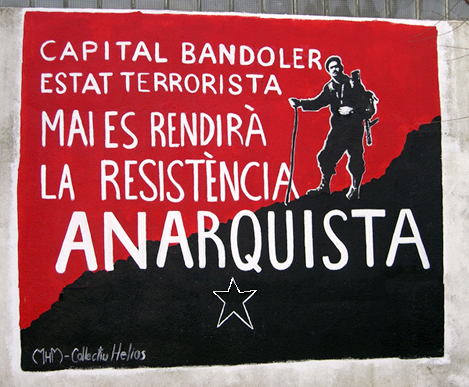
Mural representando a Quico Sabaté en la pared del cementerio de San Celoni, 2005 (actualmente borrado).

## Cultura popular
- El Quico está enterrado en el cementerio de San Celoni donde cada año, el 5 de enero (día de su muerte) se realiza un acto-homenaje en su memoria.
- Tres películas han tratado sobre la vida de Quico Sabaté:

- 'Y llegó el día de la venganza (1964), en inglés Behold A Pale Horse, dirigida por Fred Zinnemann. Interpretando a Quico, Gregory Peck.
- Metralleta 'Stein', dirigida por José Antonio de la Loma en 1974.
- Quico Sabaté: sense destí, dirigida por Sílvia Quer en 2022.

- El grupo de punk rock ítalo-español No Relax escribió una canción sobre él titulada "El último viaje".

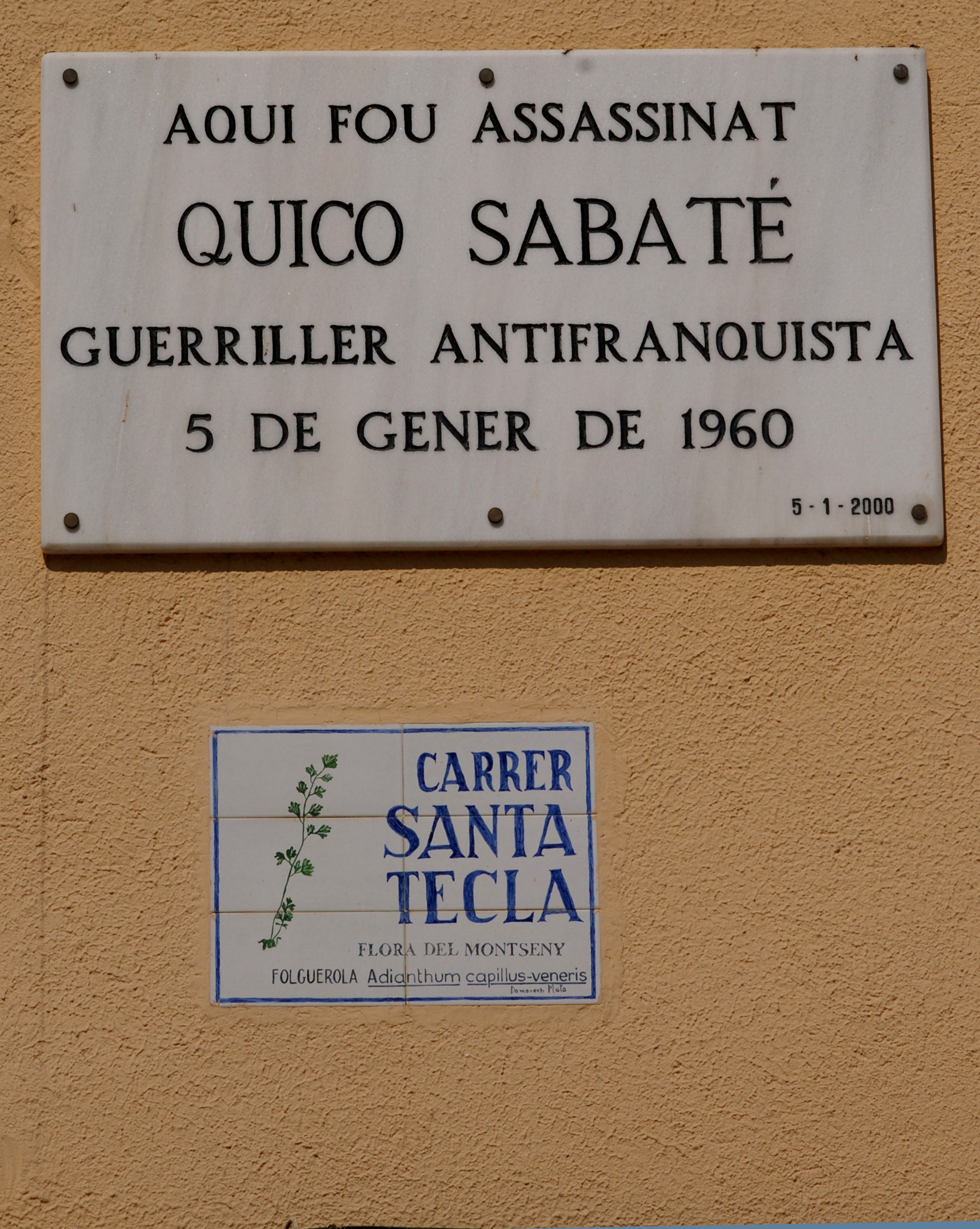
Placa en San Celoni dedicada a Quico Sabaté en el lugar donde fue asesinado.